# Елрод (Северна Каролина)
Елрод (енгл. Elrod) насељено је место без административног статуса у америчкој савезној држави Северна Каролина.

## Демографија
По попису из 2010. године број становника је 417, што је 24 (-5,4%) становника мање него 2000. године.
| Група             | 2000.       | 2010.      |
| Белци             | 33 (7,5%)   | 49 (11,8%) |
| Афроамериканци    | 104 (23,6%) | 59 (14,1%) |
| Азијати           | 0 (0,0%)    | 0 (0,0%)   |
| Хиспаноамериканци | 17 (3,9%)   | 11 (2,6%)  |
| Укупно            | 441         | 417        |